# Ato-oi-kozō
 (août 2023).
Ato-oi-kozō (後追い小僧) est un esprit du folklore japonais présent dans les monts Tanzawa de la préfecture de Kanagawa.

## Description
Invisible, il suit les humains.